# زوبير مطراني
زوبير مطراني لاعب كرة قدم  جزائري من مواليد 24 يوليو 1995، يلعب كمهاجم في مولودية وهران.

## روابط خارجية
- زوبير مطراني على موقع قاعدة بيانات كرة القدم.إي يو (الإنجليزية)